# Batman: Arkham Asylum
Batman: Arkham Asylum is een action-adventure- en stealth-computerspel uit 2009, ontwikkeld door het Amerikaanse Rocksteady Studios voor de PlayStation 3, Xbox 360, Windows en Mac OS X. Het spel werd in augustus 2009 uitgegeven voor de Xbox 360 en PlayStation 3, en in september van dat jaar voor Windows. Uitgever van het spel is het Amerikaanse Eidos Interactive. Het is het eerste spel in de Batman: Arkham-serie; het vervolg, Batman: Arkham City, kwam eind 2011 uit.

## Gameplay
In Batman: Arkham Asylum neemt de speler de rol van superheld Batman op zich. Het spel wordt gespeeld in de derde persoon vanuit een over-de-schouderperspectief. De speler heeft als doel om de Joker te vangen, die ontsnapt is in het Arkham-gekkenhuis (Asylum) en de macht over het eiland waarop het gekkenhuis zich bevindt heeft overgenomen.

## Ontvangst
| Beoordeeld door                        | Platform      | Jaar | Score |
| -------------------------------------- | ------------- | ---- | ----- |
| Gaming Nexus                           | Windows       | 2009 | 100%  |
| OMGN: Online Multiplayer Games Network | PlayStation 3 | 2009 | 97%   |
| Kombo.com                              | PlayStation 3 | 2009 | 95%   |
| Extreme Gamer                          | PlayStation 3 | 2009 | 95%   |
| GBase - The Gamer's Base               | Xbox 360      | 2009 | 95%   |
| Play.tm                                | Xbox 360      | 2009 | 94%   |
| Macworld                               | Macintosh     | 2010 | 90%   |
| Gameswelt                              | Windows       | 2009 | 88%   |
| Gamona                                 | Xbox 360      | 2009 | 85%   |
| Absolute Games (AG.ru)                 | Windows       | 2009 | 83%   |

## Rolverdeling
| Personage                      | Stemacteur           |
| ------------------------------ | -------------------- |
| Bruce Wayne / Batman           | Kevin Conroy         |
| Joker                          | Mark Hamill          |
| Harley Quinn                   | Arleen Sorkin        |
| Poison Ivy                     | Tasia Valenza        |
| Dr. Jonathan Crane / Scarecrow | Dino Andrade         |
| James Gordon                   | Tom Kane             |
| Barbara Gordon / Oracle        | Kimberly Brooks      |
| Killer Croc                    | Steve Blum           |
| Bane                           | Fred Tatasciore      |
| Victor Zsasz                   | Danny Jacobs         |
| The Riddler                    | Wally Wingert        |
| Aaron Cash                     | Duana R. Shepard sr. |
| Warden Quincy Sharp            | Tom Kane             |
| Dr. Penelope Young             | Cree Summer          |
| Frank Boles                    | Danny Jacobs         |
| Jack Ryder                     | James Horan          |
| Amadeus Arkham                 | Tom Kane             |
| Eddie Burlow                   | Chris Cox            |
| Thomas Wayne                   | Kevin Conroy         |
| Martha Wayne                   | Tasia Valenza        |

## Trivia
- Het spel is opgenomen in het boek 1001 Video Games You Must Play Before You Die van Tony Mott.